# サム・ウィロビー
サム・ウィロビー（Sam Willoughby、1991年8月15日 - ）は、オーストラリア、アデレード出身の自転車競技（BMX）選手。

## 来歴
2008年
- 世界選手権・BMX ジュニア部門 優勝

2009年
- 世界選手権・BMX ジュニア部門 優勝

2010年
- 世界選手権・BMX 7位

2011年
- 世界選手権・BMX 4位

2012年
- 世界選手権・BMX 優勝
- ロンドンオリンピック・BMX 2位